# Ліїчень
Ліїчень, Ліїчені (рум. Liiceni) — село у повіті Олт в Румунії. Входить до складу комуни Дрегічень.
Село розташоване на відстані 149 км на захід від Бухареста, 34 км на південь від Слатіни, 43 км на південний схід від Крайови.

## Населення
За даними перепису населення 2002 року у селі проживали 576 осіб, усі — румуни. Усі жителі села рідною мовою назвали румунську.